# Шумава (национальный парк)
Шумава (чеш. Národní park Šumava) — национальный парк в юго-западной части Чехии. Занимая территорию 680,64 км², он является крупнейшим в стране.

## История
Первые попытки сделать Шумаву природоохранной зоной относятся к 1911 году. В 1963 году постановлением Министерства Чехословацкой республики был учреждён природный парк Шумава. Статус национального парка Шумава получила 20 марта 1991 года. Цель создания парка на этой территории — охрана участка торфяных болот, еловых и буковых лесов, горных лугов и ледниковых озер. Шумава — один из крупнейших нетронутых лесных комплексов в центральной Европе.

## Природа
Национальный парк покрыт смешанными лесами: преобладающими породами являются бук, ель, пихта. В Шумаве есть три озера ледникового происхождения: Плешне, Прашилска и Лака.

## Галерея

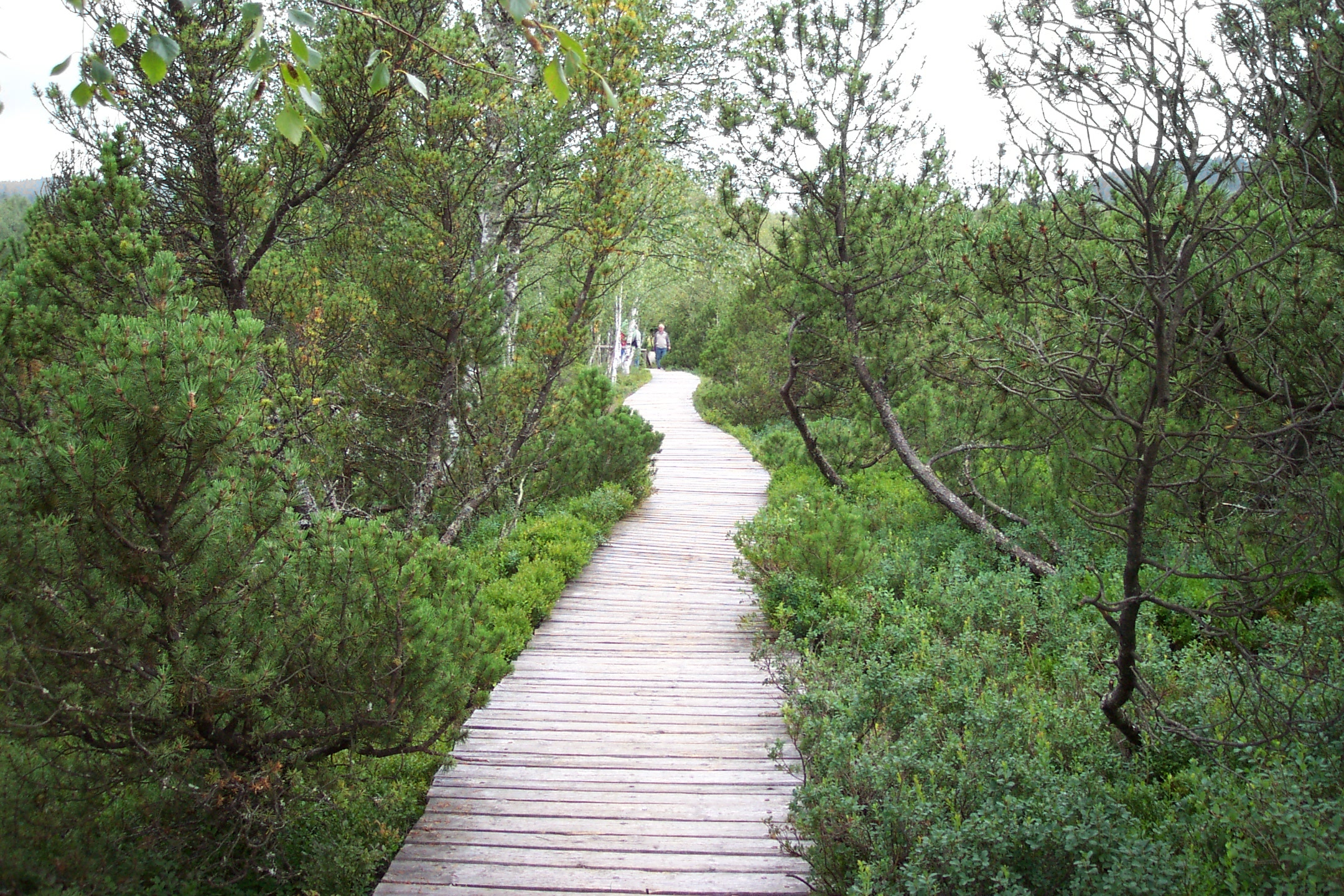
Тропа через национальный парк
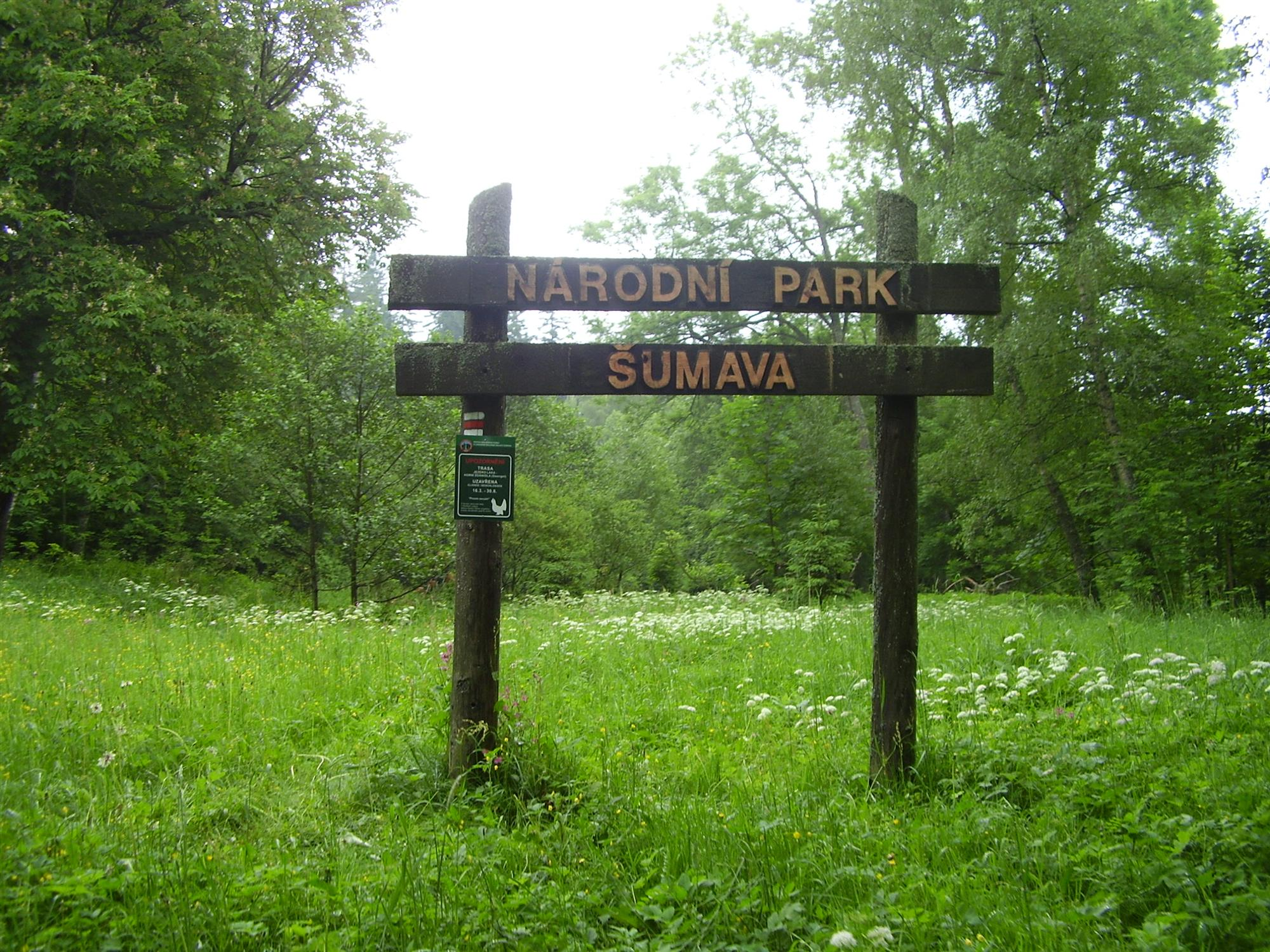
Надпись, приветствующая посетителей национального парка Шумава
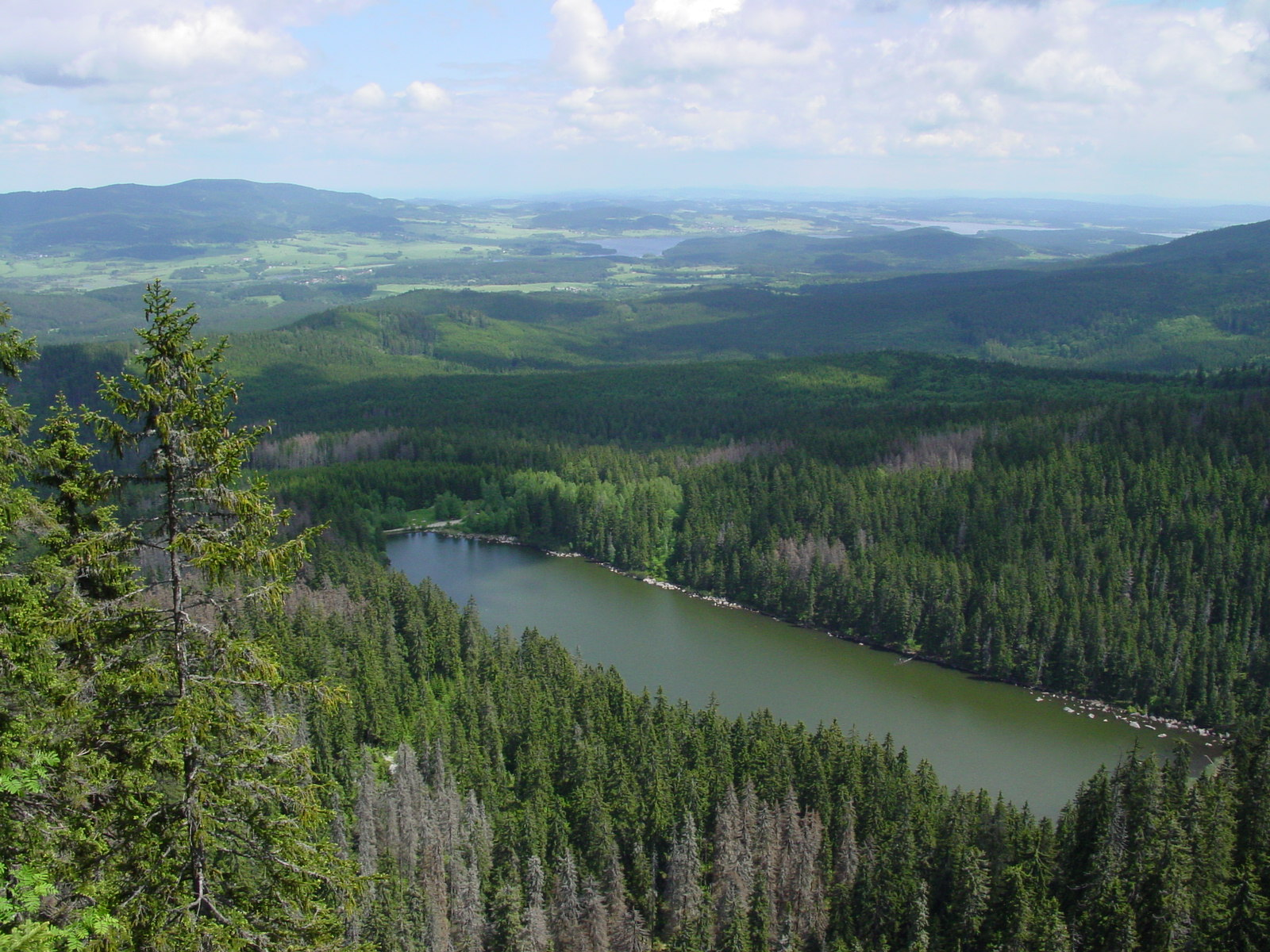
Озеро Плешне
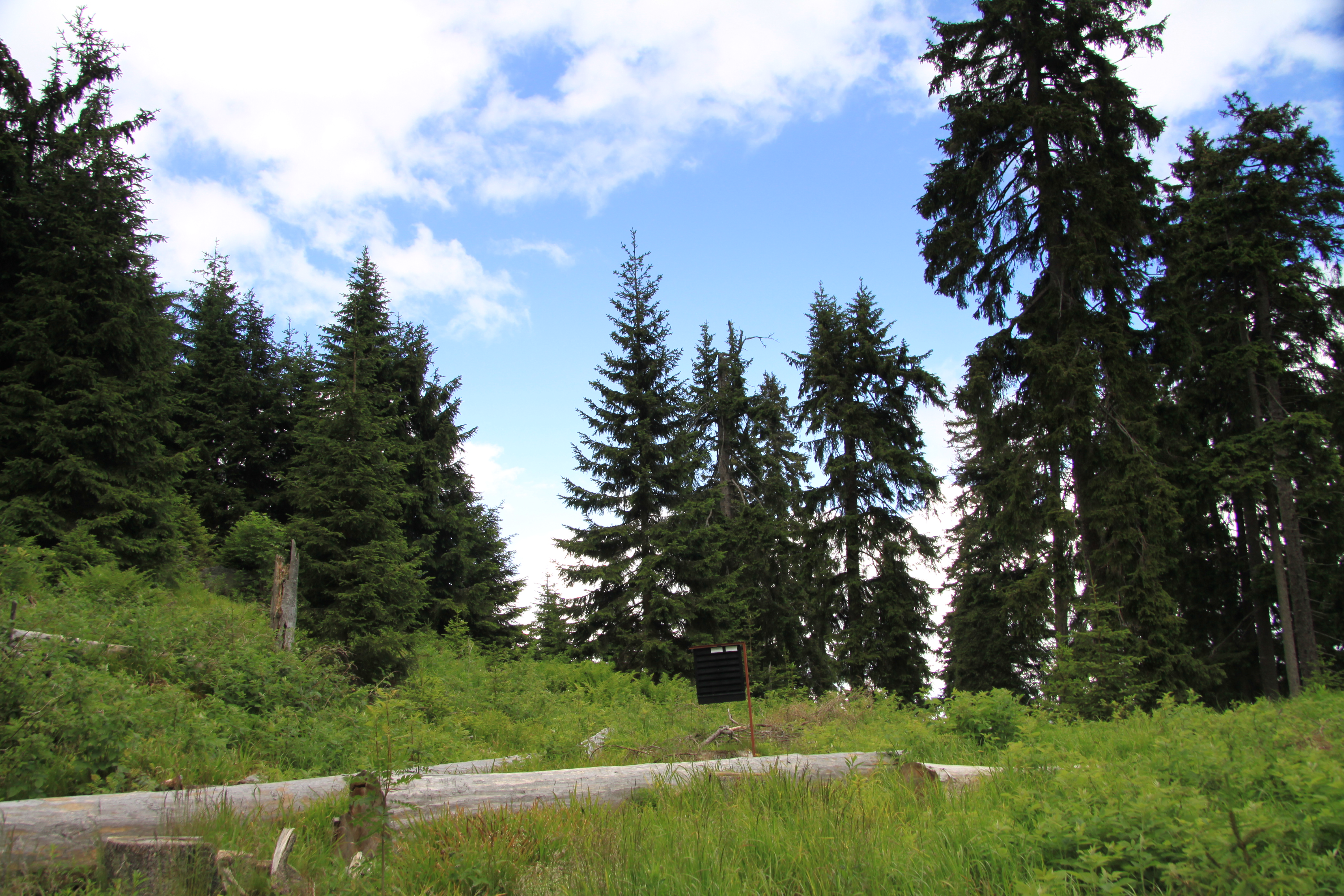
Хвойный лес в парке